# Can Puntes
Can Puntes és una obra de l'arquitecte Manuel Joaquim Raspall ubicada al municipi de Granollers (Vallès Oriental) i protegida com a bé cultural d'interès local.

## Descripció
Edifici entre mitgeres, amb dues façanes, té planta baixa i dos pisos. La façana plana coronada per una cornisa perimetral i a més, el portal d'entrada que està format amb un arc escarser; finestres al costat amb un reixat modernista, etc. Són elements formals representatius de la segona etapa modernista de Raspall, d'un modernisme menys exuberant i imaginatiu. Al reixat podem veure encara un motiu típic de la primera etapa de l'autor: el "cop de fuet", emprat també a la Casa Clapés de Granollers.

## Història
Està situat al nucli antic, de fort caràcter medieval, pertanyents a la xarxa de noves construccions començades amb el primer eixample el segle xix. L'eclecticisme, juntament amb el modernisme, i més tard amb el noucentisme o formes acadèmiques derivades d'ell, són els estils més representatius de l'eixample de Granollers.
El 1986 l'edifici va ser reformat per l'equip d'arquitectes Codina-Prats-Valls per a adaptar-lo a les necessitats de l'Escola Municipal de Música que s'hi va ubicar el 1989. El 2005 l'Escola de Música va canviar d'ubicació i l'edifici va allotjar els serveis municipals d'esports i educació. El 2016 es va fer una nova reforma per a millorar-ne l'accessibilitat i ubicar-hi també el servei municipal de cultura.